# Halalkalicoccus
Genre
Espèces de rang inférieur
- Halalkalicoccus jeotgali
- Halalkalicoccus tibetensis

Halalkalicoccus est un genre d'archées halophiles de la famille des Halobacteriaceae.